# The Platinum Collection (альбом Мины)
The Platinum Collection — сборник итальянской певицы Мины, выпущенный в 2004 году на лейбле PDU.

## Об альбоме
Сборник содержит три компакт-диска с пятидесятью тремя треками в общей сложности. На альбоме представлены самые главные хиты певицы начиная с 1968 года, ни одной песни, записанной на лейблах Italdisc (1959—1964) или Rifi (1964—1967) на альбоме нет.
Некоторые редкие песни, опубликованные ранее только на виниловых пластинках, здесь, на цифровом носителе, были опубликованы в первый раз: «Caro» (бисайд сингла «Vorrei Che Fosse Amore» 1968 года), «Dai dai domani» (бисайд «Glaube Ihr Nicht» или «Non Credere» 1969 года), «La musica è finita» (опубликована в альбоме Le più belle canzoni italiane interpretate da Mina 1968 года) и «Can’t Take My Eyes Off You» (итальянская версия впервые появилась на концертном альбоме Mina alla Bussola dal vivo, а в 2003 году Мина перезаписала английскую версию и выпустила её как отдельный сингл).
Альбом добрался до первого места в итальянском альбомом чарте, всего он пробыл в чарте 172 недели (почти год в первой двадцатке и три года суммарно). Также в 2011 году альбом получил золотую сертификацию в Италии, а в 2014 — платиновую.
В 2006 году сборник будет переиздан в лимитированном бокс-сете The Platinum Collections Special Edition вместе с продолжением данного сборника The Platinum Collection 2.

## Список композиций
| №                   | Название                               | Автор(ы)                                     | Из альбома                                                | Длительность |
| ------------------- | -------------------------------------- | -------------------------------------------- | --------------------------------------------------------- | ------------ |
| 1.                  | «L’importante è finire»                | Кристиано Мальджольо, Альберто Анелли        | La Mina (1975)                                            | 3:17         |
| 2.                  | «Non gioco più»                        | Роберто Леричи, Джанни Феррио                | Del mio meglio n. 3 (1975)                                | 2:53         |
| 3.                  | «Amor mio»                             | Могол, Лучо Баттисти                         | Mina (1971)                                               | 4:43         |
| 4.                  | «Io e te da soli»                      | Могол, Лучо Баттисти                         | Del mio meglio (1971)                                     | 4:31         |
| 5.                  | «Insieme»                              | Могол, Лучо Баттисти                         | …quando tu mi spiavi in cima a un batticuore… (1970)      | 4:07         |
| 6.                  | «Parole parole» (дуэт с Альберто Лупо) | Лео Кьоссо, Джанкарло Дель Ре, Джанни Феррио | Cinquemilaquarantatre (1972)                              | 3:55         |
| 7.                  | «Bugiardo e incosciente (La tieta)»    | Паоло Лимити, Жуан Мануэль Серрат            | …bugiardo più che mai… più incosciente che mai… (1969)    | 6:18         |
| 8.                  | «Non credere»                          | Могол, Аскри, Роберто Софичи                 | …bugiardo più che mai… più incosciente che mai… (1969)    | 4:06         |
| 9.                  | «E poi…»                               | Андреа Ло Веккьо, Шел Шапиро                 | Frutta e verdura (1973)                                   | 4:48         |
| 10.                 | «Emozioni»                             | Могол, Лучо Баттисти                         | Minacantalucio (1975)                                     | 4:33         |
| 11.                 | «La voce del silenzio»                 | Могол, Паоло Лимити, Элио Изола              | Canzonissima ’68 (1968)                                   | 3:46         |
| 12.                 | «Fa qualcosa»                          | Альберто Теста, Вальтер Мальгони             | Frutta e verdura (1973)                                   | 3:55         |
| 13.                 | «Vorrei che fosse amore»               | Антонио Амурри, Бруно Канфора                | Canzonissima ’68 (1968)                                   | 2:26         |
| 14.                 | «E penso a te»                         | Могол, Лучо Баттисти                         | Mina (1971)                                               | 3:38         |
| 15.                 | «Zum zum zum»                          | Антонио Амурри, Бруно Канфора                | Canzonissima ’68 (1968)                                   | 2:36         |
| 16.                 | «Grande, grande, grande»               | Альберто Теста, Тони Ренис                   | Mina (1971)                                               | 3:56         |
| 17.                 | «Caro»                                 | Мина, Маурицио Сейманди, Аугусто Мартелли    | без альбома (1968)                                        | 3:15         |
| 18.                 | «Dai dai domani (A praça)»             | Паоло Лимити, Карлос Империал                | без альбома (1969)                                        | 2:57         |
| 19.                 | «La musica è finita»                   | Ниса, Франко Калифано, Умберто Бинди         | Le più belle canzoni italiane interpretate da Mina (1968) | 3:08         |
| Общая длительность: | Общая длительность:                    | Общая длительность:                          | Общая длительность:                                       | 72:48        |

| №                   | Название                                              | Автор(ы)                                    | Из альбома                                        | Длительность |
| ------------------- | ----------------------------------------------------- | ------------------------------------------- | ------------------------------------------------- | ------------ |
| 1.                  | «Questione di feeling» (дуэт с Риккардо Коччанте)     | Могол, Риккардо Коччанте                    | Finalmente ho conosciuto il conte Dracula… (1985) | 4:33         |
| 2.                  | «Ancora ancora ancora» (1978)                         | Кристиано Мальджольо, Джан Пьетро Фелисатти | Del mio meglio n. 7 (1983)                        | 4:13         |
| 3.                  | «Magica follia»                                       | Андреа Ло Веккьо                            | Italiana (1982)                                   | 3:53         |
| 4.                  | «Les cornichons»                                      | Нино Феррер, Джеймс Букер                   | Uiallalla (1989)                                  | 2:59         |
| 5.                  | «Una lunga storia d’amore»                            | Джино Паоли                                 | Uiallalla (1989)                                  | 3:25         |
| 6.                  | «Già visto»                                           | Массимилиано Пани, Чельсо Валли             | Italiana (1982)                                   | 5:13         |
| 7.                  | «Momento magico»                                      | Ансельмо Дженовезе                          | Catene (1984)                                     | 6:18         |
| 8.                  | «Allora sì»                                           | Франко Калифано, Массимо Гантини            | Mina 25 (1983)                                    | 4:10         |
| 9.                  | «Via di qua» (дуэт с Фаусто Леали)                    | Джорджо Калабрезе, Массимилиано Пани        | Sì, buana (1986)                                  | 4:51         |
| 10.                 | «Senza fiato»                                         | Освальдо Миккече, Ансельмо Дженовезе        | Italiana (1982)                                   | 4:01         |
| 11.                 | «Se il mio canto sei tu»                              | Паола Бланди, Беппе Кантарелли              | Attila (1979)                                     | 4:22         |
| 12.                 | «Rose su rose»                                        | Массимилиано Пани, Пьеро Кассано            | Catene (1984)                                     | 3:56         |
| 13.                 | «Ma che bontà»                                        | Энрико Риккарди                             | Mina con bignè (1977)                             | 2:59         |
| 14.                 | «Un’aquila nel cuore»                                 | Ансельмо Дженовезе                          | Mina 25 (1983)                                    | 3:32         |
| 15.                 | «Buonanotte buonanotte»                               | Клара Вистарини, Фабио Массимо Кантини      | Kyrie (1980)                                      | 5:54         |
| 16.                 | «Città vuota (It’s a Lonely Town)» (1978)             | Джузеппе Кассия, Док Помус, Морт Шуман      | Mina Studio Collection (1998)                     | 4:59         |
| 17.                 | «Tres palabras»                                       | Освальдо Феррес                             | Salomè (1981)                                     | 3:21         |
| 18.                 | «Il cielo in una stanza» (при участии Ренато Селлани) | Джино Паоли                                 | Oggi ti amo di più (1988)                         | 2:41         |
| Общая длительность: | Общая длительность:                                   | Общая длительность:                         | Общая длительность:                               | 75:20        |

| №                   | Название                                | Автор(ы)                                               | Из альбома                                | Длительность |
| ------------------- | --------------------------------------- | ------------------------------------------------------ | ----------------------------------------- | ------------ |
| 1.                  | «Neve»                                  | Джованни Донцелли, Винченцо Леомпорро                  | Sorelle Lumière (1992)                    | 5:16         |
| 2.                  | «Il pazzo»                              | Джанкарло Бигацци                                      | Veleno (2002)                             | 4:05         |
| 3.                  | «Volami nel cuore»                      | Альберто Теста, Манрико Молоньи, Гуальтьеро Мальони    | Cremona (1996)                            | 3:32         |
| 4.                  | «Johnny»                                | Джулия Фасолино                                        | Leggera (1997)                            | 4:53         |
| 5.                  | «Non c'è più audio»                     | Джованни Донцелли, Винченцо Леомпорро                  | Pappa di latte (1995)                     | 4:44         |
| 6.                  | «In vista della sera»                   | Камилло Кастеллари, Коррадо Кастеллари                 | Ti conosco mascherina (1990)              | 5:06         |
| 7.                  | «Can’t Take My Eyes Off You»            | Боб Гаудио, Боб Крю                                    | без альбома (2003)                        | 5:23         |
| 8.                  | «Un’estate fa»                          | Пьер Деланоэ, Франко Калифано, Мишель Фюген            | Ti conosco mascherina (1990)              | 4:00         |
| 9.                  | «Fosse vero»                            | Альберто Де Мартини, Массимилиано Пани                 | Canarino mannaro (1994)                   | 4:16         |
| 10.                 | «Amore, amore, amore mio»               | Коррадо Кастеллари, Джакинто Де Митри                  | Sorelle Lumière (1992)                    | 4:53         |
| 11.                 | «Raso» (при участии Audio 2)            | Джованни Донцелли, Венченцо Леомпорро                  | Lochness (1993)                           | 4:26         |
| 12.                 | «Something»                             | Джордж Харрисон                                        | Mina (1971) / Mina canta i Beatles (1993) | 3:01 / 3:48  |
| 13.                 | «Come stai?» (дуэт с Массимилиано Пани) | Массимилиано Пани, Джорджо Калабрезе, Клаудиа Ферранди | Sorelle Lumière (1992)                    | 4:28         |
| 14.                 | «Il corvo»                              | Марко Луберти                                          | Caterpillar (1991)                        | 3:38         |
| 15.                 | «Fortissimo»                            | Лина Вертмюллер, Бруно Канфора                         | Ti conosco mascherina (1990)              | 5:54         |
| 16.                 | «Cry Me a River»                        | Артур Гамильтон                                        | Sorelle Lumière (1992)                    | 5:18         |
| Общая длительность: | Общая длительность:                     | Общая длительность:                                    | Общая длительность:                       | 69:52        |

Примечание
В первой партии альбома на третьем диске (1990—2003) по ошибке была помещена версия песни «Something» 1971 года из альбома Mina вместо версии 1993 года из альбома Mina canta i Beatles, в последующих изданиях это исправили.

## Чарты
| Чарт (2004)               | Высшая позиция | Недель в чарте |
| ------------------------- | -------------- | -------------- |
| Италия (Classifica album) | 1              | 172            |
| Италия (Musica e dischi)  | 2              | 64             |

| Чарт (2004)   | Позиция |
| ------------- | ------- |
| Италия (FIMI) | 5       |
| Чарт (2005)   | Позиция |
| Италия (FIMI) | 47      |

## Сертификации и продажи
| Регион                                                       | Сертификация | Продажи |
| ------------------------------------------------------------ | ------------ | ------- |
| Италия (FIMI)                                                | Платиновый   | 50 000* |
| * Данные о продажах приведены только на основе сертификации. |              |         |